# 遠流出版公司
遠流出版公司，全名遠流出版事業股份有限公司，簡稱遠流，是臺灣出版社。1975年王榮文創辦獨資商號遠流出版社，1981年2月24日改組為遠流出版事業股份有限公司。

## 歷史
- 1975年9月，在吳靜吉、鄧維楨、薇薇夫人、登恩協助下，王榮文創辦獨資商號「遠流出版社」，資本額為新台幣40萬元，總部設於台北市景美區羅斯福路五段光華新村。
- 1975年10月，遠流出版社出版吳祥輝的小說《拒絕聯考的小子》、吳靜吉的心理學著作《心理與人生》與薇薇夫人的著作《情感與人生》，知名度大增。
- 1976年，王榮文邀請作家三毛翻譯西班牙文漫畫《娃娃看天下：瑪法達的世界》。
- 1977年，遠流出版社聘請攝影家梁正居攝影記錄圓山動物園，另請作家黃春明企劃編輯，完成台灣第一本以「企劃編輯」作業模式生產的書籍《我們的動物園》。
- 1979年，遠流出版社出版吳靜吉策劃、黃恆正譯著的《遠流活用英漢辭典》，確立多角化經營路線，王榮文在台北市敦化北路及長春路口買下了自己的第一間辦公室。
- 1980年2月，遠流出版社聘請作家李敖重新主編及導讀世界書局出版的《歷代通俗演義》，出版《中國歷史演義全集》全套31冊。
- 1981年2月24日，遠流出版社改組為「遠流出版事業股份有限公司」，簡稱「遠流出版公司」。
- 1982年5月，遠流出版公司出版李敖主編及導讀的《中國名著精華全集》，全套33鉅冊。
- 1983年9月，遠流出版公司以當時總經理詹宏志首創的「叢書雜誌化」模式出版柏楊《柏楊版資治通鑑》的第一冊《戰國時代》，其後《柏楊版資治通鑑》每月出版一冊。
- 1985年，遠流出版公司首創「尊重與互信的版權契約」，被金石堂書店票選為「最佳創意公司」。1985年底，王榮文在香港柏寧酒店巧遇金庸，金庸授權遠流出版公司出版其武俠小說。
- 1986年，遠流出版公司出版詹宏志策劃及主編的《胡適作品集》，全套37冊；同年，又出版《金庸作品集》，先後推出典藏版、平裝版與文庫版；同年，又出版李敖自選的《李敖作品集》。
- 1987年1月，王榮文當選金石堂書店票選出版界「1986年度風雲人物」。
- 1988年，遠流出版公司投資成立《兒童館》叢書，郝廣才擔任首任主編。
- 1988年6月，遠流出版公司成立《小說館》叢書，小說家陳雨航擔任首任主編。
- 1989年1月，遠流出版公司在新光吳氏基金會支持下成立《新橋譯叢》叢書，康樂博士擔任首任主編。
- 1989年4月，遠流出版公司出版陳慶浩及王秋桂主編的《中國民間故事全集》，精裝版、平裝版各40冊。
- 1989年9月，遠流出版公司首創在台北市羅斯福路樹立巨幅廣告看板宣傳新書。
- 1989年12月，遠流出版公司出版的兒童繪本《兒童的台灣》全部出齊，全套36冊，繪製過程費時3年，總投資新台幣2000萬元，分為《繪本台灣民間故事》系列、《繪本台灣風土民俗》系列與《漫畫台灣歷史故事》系列；其後又出版兒童故事繪本《繪本童話中國》。
- 1990年，遠流出版公司與統一超商共同推出每月二書的推薦書架，之後又增加一個焦點書架；同年，遠流出版公司成立「版權部」處理國際版權買賣及交流事務。
- 1990年2月，遠流出版公司投資並代理發行中國書畫投資鑑賞雜誌《名家翰墨》，共發行24期。1991年1月，遠流出版公司成立《實用歷史叢書》，總編輯周浩正與當時專案行銷主任李傳理首創老讀者郵購特價「六書（新台幣）909元」行銷《實用歷史叢書》。
- 1991年4月，遠流出版公司出版文曼君策劃及主編的《商業英語學習叢書》，提供書籍、錄音帶、錄影帶、光碟等版本，確立遠流出版公司邁向多媒體出版業。
- 1991年11月，遠流出版公司成立《藝術館》叢書，吳瑪俐擔任首任主編。
- 1992年1月，遠流出版公司成立《傳播館》叢書，陳世敏擔任策劃及主編。
- 1993年3月7日，《柏楊版資治通鑑》全套72冊全部出齊，遠流出版公司定該日為「柏楊日」，限量發行3000套《柏楊版資治通鑑》典藏紀念版。
- 1993年4月，遠流出版公司《台灣館》叢書接受行政院環境保護署與時報文教基金會的委託，為「台灣河川保護週」活動製作出版《和河川做朋友：保護河川親子行動手冊》系列，是首次以專業編輯團隊參與公共事務。1993年9月，《大眾心理學全集》整編為《大眾心理學叢書》。
- 1994年7月，王榮文陪同作家陳舜臣夫婦與台灣醫師何既明晉見中華民國總統李登輝，李登輝同意將其歷任台北市長、台灣省主席、中華民國副總統時期所發表的言論文章交由遠流出版公司整理出版；遠流出版公司聘請國立政治大學企業管理研究所教授李仁芳主編，將李登輝提供的言論文章集結出版《經營大台灣》，是台灣第一本由民營出版社出版的國家領導人著作。
- 1994年8月，遠流出版公司成立「電子書工作室」。
- 1995年1月14日，遠流出版公司在國家圖書館舉行《經營大台灣》新書發表會，李登輝親自出席並演講〈經營大台灣，建立新中原〉。
- 1995年3月，遠流出版公司出版民主進步黨總統提名選舉候選人許信良的著作《新興民族》，是台灣第一本總統候選人政治專書。
- 1995年12月，遠流出版公司成立《資訊視窗》叢書與《台灣譯叢》叢書，《資訊視窗》第一本書是微軟總裁比爾·蓋茲的著作《擁抱未來》（Embracing the Future），而《擁抱未來》首創附贈英文版CD-ROM。
- 1996年1月，遠流出版公司推出第一張自製多媒體光碟《光碟版老鼠娶新娘》與3張互動式語言學習光碟《用英語講電話》、《用英語做簡報》、《用英語遊海外》；同月，遠流出版公司成立《新心靈》叢書，第一本書是《聖境預言書》。
- 1996年6月，遠流出版公司成立《大手牽小手》叢書，林真美擔任策劃及選書，標榜台灣第一套完整呈現「親子共讀」概念的繪本。
- 1996年出版《明治版台灣堡圖》復刻版（缺71幅），為此耗時兩年餘，遍訪國內外公私立研究機構及收藏家，並遠赴日本東京大學、防衛研究所、國立國會圖書館後，找回部分堡圖，首創台灣民間出版界原版複印全套台灣地形圖集。
- 1997年2月，《金庸作品集》平裝版換上美術家霍榮齡設計的新裝，金庸與蔡瀾出席《金庸作品集》平裝新版發表會。
- 1997年3月，遠流出版公司成立關係企業「元尊文化公司」（Meta Media），主要出版品為多媒體光碟；同月，遠流出版公司成立網站《金庸茶館》，並與《中國時報》【浮世繪版】合作開闢專欄。
- 1997年6月17日，遠流出版公司成立網站《遠流博識網》（YLib.com）。
- 1997年8月，遠流出版公司成立《謀殺專門店》叢書，內容是詹宏志精選1885年至1994年間歐美最具經典地位的101部推理小說，不在一般通路販售，只販售給會員，但破例在書店與便利商店銷售第一本書《惡夜追緝令》。
- 1998年6月19日，《遠流博識網》申請VeriSign認證，首度完成傳輸層安全（SSL）網路購物加密程式。
- 1998年9月，遠流出版公司成立《我會愛精選繪本》叢書，台北市立婦幼醫院兒童心智科主治醫師陳質采擔任策劃。
- 1998年11月4日至11月6日，遠流出版公司在國家圖書館舉行「金庸小說國際學術研討會」。
- 1998年11月7日，遠流出版公司、《中國時報》【浮世繪版】、元定科技、中視二台、中華電信HiNet合辦「夜探金庸茶館——金庸答客問」晚會，《金庸茶館》首創網路與電視同步直播晚會。
- 2002年3月，遠流出版公司出版《科學人》(Scientific American)繁體中文版。
- 2010年1月，在台北國際書展期間，推出「遠流金庸機」電子閱讀器，內建全套《金庸作品集》。
- 2012年7月11日，遠流出版公司在華山1914文化創意產業園區成立「遠流別境」（libLAB）。

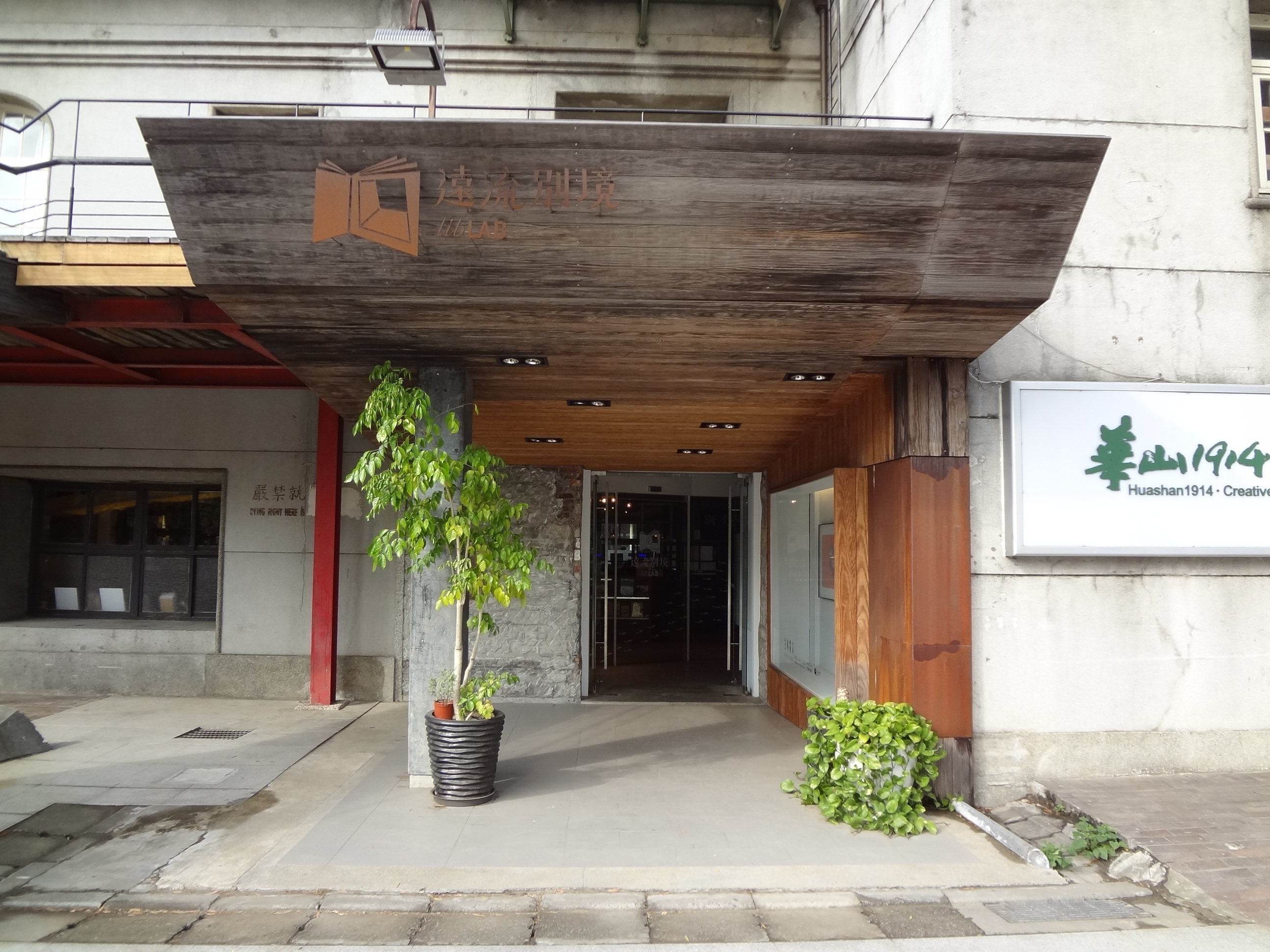
遠流別境

- 2014年2月，遠流出版公司《科學少年》創刊。
- 2017年，遠流出版公司推出《金庸作品集－復刻典藏版》。
- 2022年，遠流出版公司推出《金庸作品集－亮彩映象版》，分3年3批出版，預計2024年全套出齊。

## 外部連結
- 官方网站